# ATP Challenger Buchholz
Der ATP Challenger Buchholz (offiziell: Buchholz Challenger) war ein Tennisturnier, das 1982 einmal in Buchholz in der Nordheide, Deutschland, stattfand. Es gehörte zur ATP Challenger Tour und wurde in der Halle auf Hartplatz gespielt.

## Liste der Sieger

### Einzel
| Jahr | Sieger        | Finalgegner   | Ergebnis |
| ---- | ------------- | ------------- | -------- |
| 1982 | Mats Wilander | Sean Sorensen | 6:3, 6:3 |

### Doppel
| Jahr | Sieger                   | Finalgegner                | Ergebnis |
| ---- | ------------------------ | -------------------------- | -------- |
| 1982 | Mike Gandolfo Derek Tarr | Jiří Průcha Tenny Svensson | 6:4, 6:4 |